# Marcelino Martínez
Marcelino Martínez Cao eller bare Marcelino (født 29. april 1940 i Ares, Spanien) er en spansk tidligere fodboldspiller (angriber).
Marcelino spillede størstedelen af sin karriere hos Real Zaragoza, som han repræsenterede i 11 sæsoner. Han nåede at spille mere end 200 ligakampe for klubben, og var med til at vinde både to udgaver af Copa del Rey samt UEFA Messebyturneringen i 1964.
Marcelino spillede desuden 14 kampe for det spanske landshold. Han blev europamester med holdet ved EM 1964 på hjemmebane, og deltog også ved VM 1966 i England.

## Titler
Copa del Rey
- 1964 og 1966 med Real Zaragoza

UEFA Messebyturnering
- 1964 med Real Zaragoza

EM
- 1964 med Spanien